# カンバラチェ
カンバラチェ（Cambalache）
は、イーストロサンゼルスを拠点に活動するソン・ハローチョのバンド。
21世紀に入ってからのアメリカ合衆国内、特にロサンゼルス地域でのソン・ハローチョ・リバイバルのトレンドを支えるバンドの１つである。

## 来歴
ソン・ハローチョの本場メキシコ南部のベラクルス州出身のセサール・カストゥロは、
1970年代末にベラクルス州でのソン・ハローチョ音楽リバイバルを牽引したバンドGrupo Mono Blanco（グルポ・モノ・ブランコ）
のGilberto Gutiérrez（ヒルベルト・グティエレス）に師事し、
15歳で同バンドに正式メンバーとして迎え入れられる。
その後、10数年同バンドで活躍した後、2004年にアメリカ合衆国に移住。
メキシコ系アメリカ人のフュージョンバンドQuetzal（ケツァル）に加入し活動した後、
2007年にイーストロサンゼルスでカンバラチェを結成。
コンサートやプレゼンテーション、ワークショップ等を通じて伝統的なソン・ハローチョ音楽を広める音楽活動を展開している。
2013年、Kickstarterを通じてクラウドファンディングにより資金調達し、
ファースト・フルアルバムとなるUna historia del fandango (ウナ・イストリア・デル・ファンダンゴ／A History of the Fandango／ファンダンゴの歴史)
をリリースした。

## ディスコグラフィー

### フルアルバム
- Una Historia de Fandango (2013)

## メンバー
ここの項目の主要ソース：
- セサール・カストゥロ（Cesar Castro）：音楽監督、ヴォーカル、レキント、パンデロ（英語版）、キハーダ
- ソチ・フローレス（Xochi Flores）：ヴォーカル、ハラナ・テルセラ（英語版）、サパテアド
- マヌエル・デ・ヘスス・"チュイ"・サンドバル（Manuel de Jesus “Chuy” Sandoval）：ヴォーカル、ハラナ・セグンダ（英語版）
- ホゥアン・"エル・ウニコ"・ペレス（Juan “El Unico” Perez）：ベース

なお、参考情報として、
- ソン・ハローチョの使用楽器概略
- カンバラチェのステージ演奏時配置例

も参照のこと。